# Choanograptis ambigua
Choanograptis ambigua es una especie de polilla de la familia Tortricidae. Se encuentra en Nueva Guinea. Fue descrita por Diakonoff en 1952.